# Hiram (Geórgia)
Hiram é uma cidade localizada no estado americano de Geórgia, no Condado de Paulding.

## Demografia
Segundo o censo americano de 2000, a sua população era de 1361 habitantes.
Em 2006, foi estimada uma população de 1896, um aumento de 535 (39.3%).

## Geografia
De acordo com o United States Census Bureau tem uma área de 7,9 km², dos quais 7,8 km² cobertos por terra e 0,1 km² cobertos por água.

## Localidades na vizinhança
O diagrama seguinte representa as localidades num raio de 20 km ao redor de Hiram.